# Бойова ідентифікація

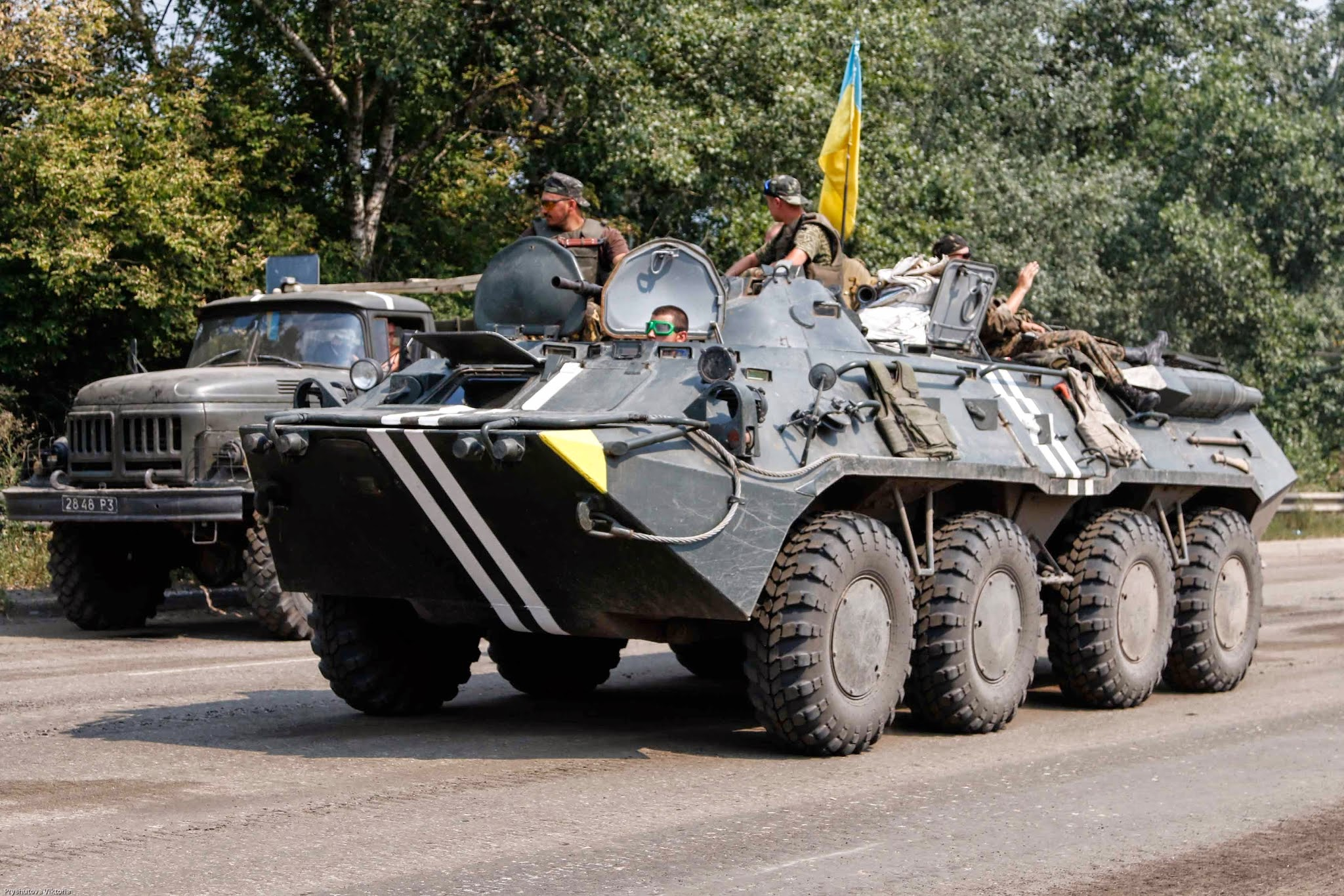
Український БТР-80 з позначками-смужками та прапором у 2014

Бойова́ ідентифіка́ція (англ. Combat Identification, CID; іноді також «свій — чужий») — заходи у складі управління військами та ситуаційної обізнаності під час бойових дій, що мають на меті уникнути дружнього вогню.
Ідентифікація передбачає широкий комплекс заходів, що сприяють точному визначенню, чи об'єкт спостереження належить до союзних сил, чи до ворожих. Це може включати як актуальність даних щодо взаємного розташування, так і візуальні та звукові характеристики, спеціальні пристрої та процедури тощо.

## Різновиди

### Візуальні атрибути
З доволі давніх часів люди мали потреби в розрізненні своїх та чужих сил на полі бою. Зазвичай це досягалось використанням специфічних кольорів та інших помітних атрибутів — подекуди це були імпровізовані польові знаки, як то жмутки трави чи листя, ткані знаки тощо. 
У Середньовіччі, коли ще не було уніформ, для ідентифікації використовувались кольори, шитво та герби на щитах і одягу тощо. Наприклад, тамплієри носили знамениті білі сюрко з червоними хрестами на них. 
Однострої Нового часу переважно мали характерні яскраві кольори, часто національні (наприклад, шведські каролінери відомі за своїми синьо-жовтими уніформами, а британські війська за червоними). Особливо це важливо було з урахуванням активного використання вогнепальної зброї — димний порох укривав поле битви, погіршуючи видимість. Тому як командирам варто було в цьому «тумані» максимально добре бачити розташування своїх бійців, так і самим військовим необхідно було розуміти де свої, а де чужі. Пізніше в уніформах розвинулись знаки розрізнення, що дозволяли ідентифікувати також вид військ, підрозділ, чин абощо. 

Під час російсько-української війни (з 2014 року) як українські, так і російські солдати носять маркувальні стрічки зі скотчу або пов'язки: для українських сил оборони характерні сині, жовті та зелені, а для росіян — білі, червоні та георгіївські стрічки. 

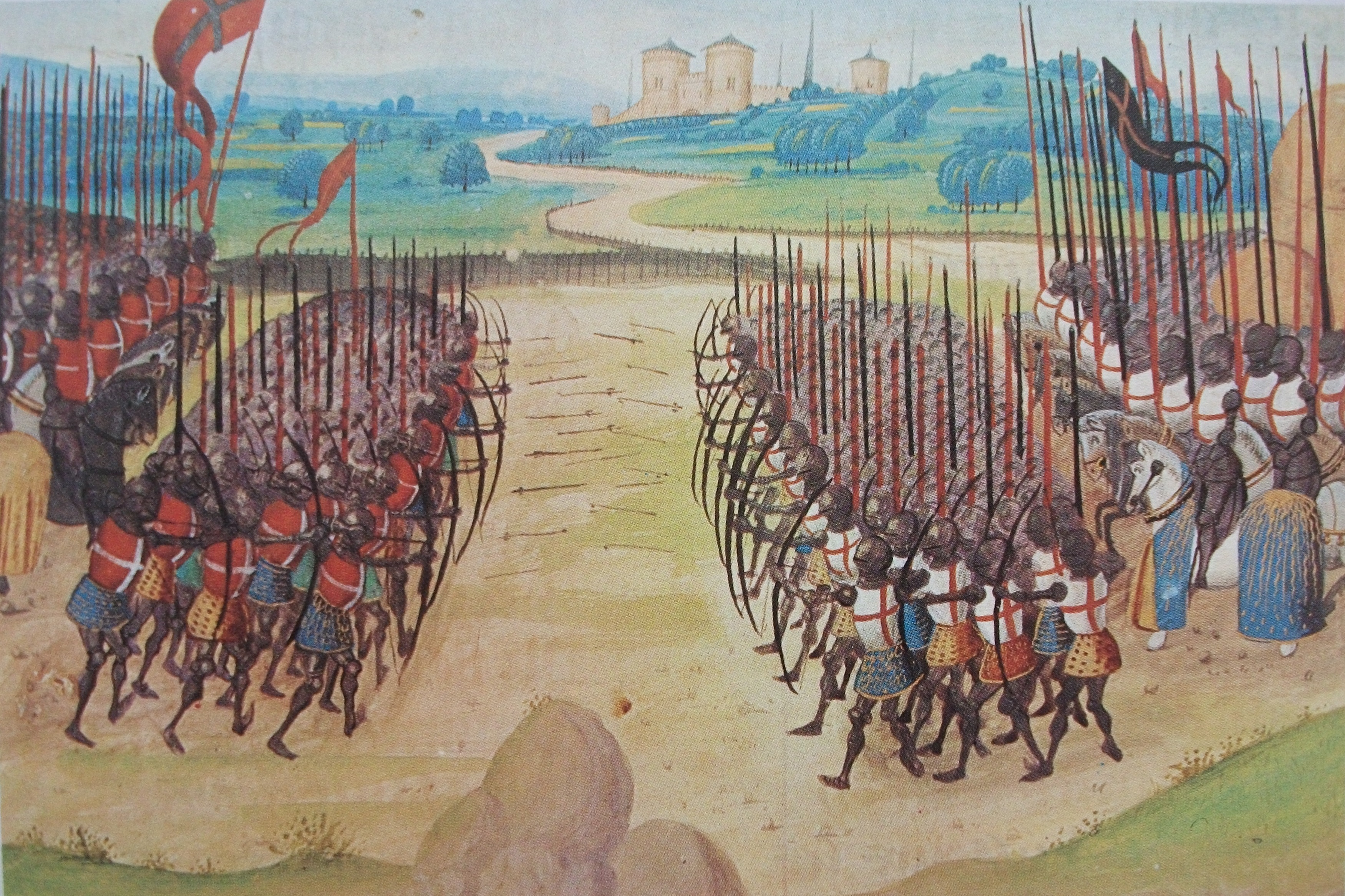
Битва під Азенкуром (1415). Видно французькі білі хрести на червоному та англійські червоні на білому.
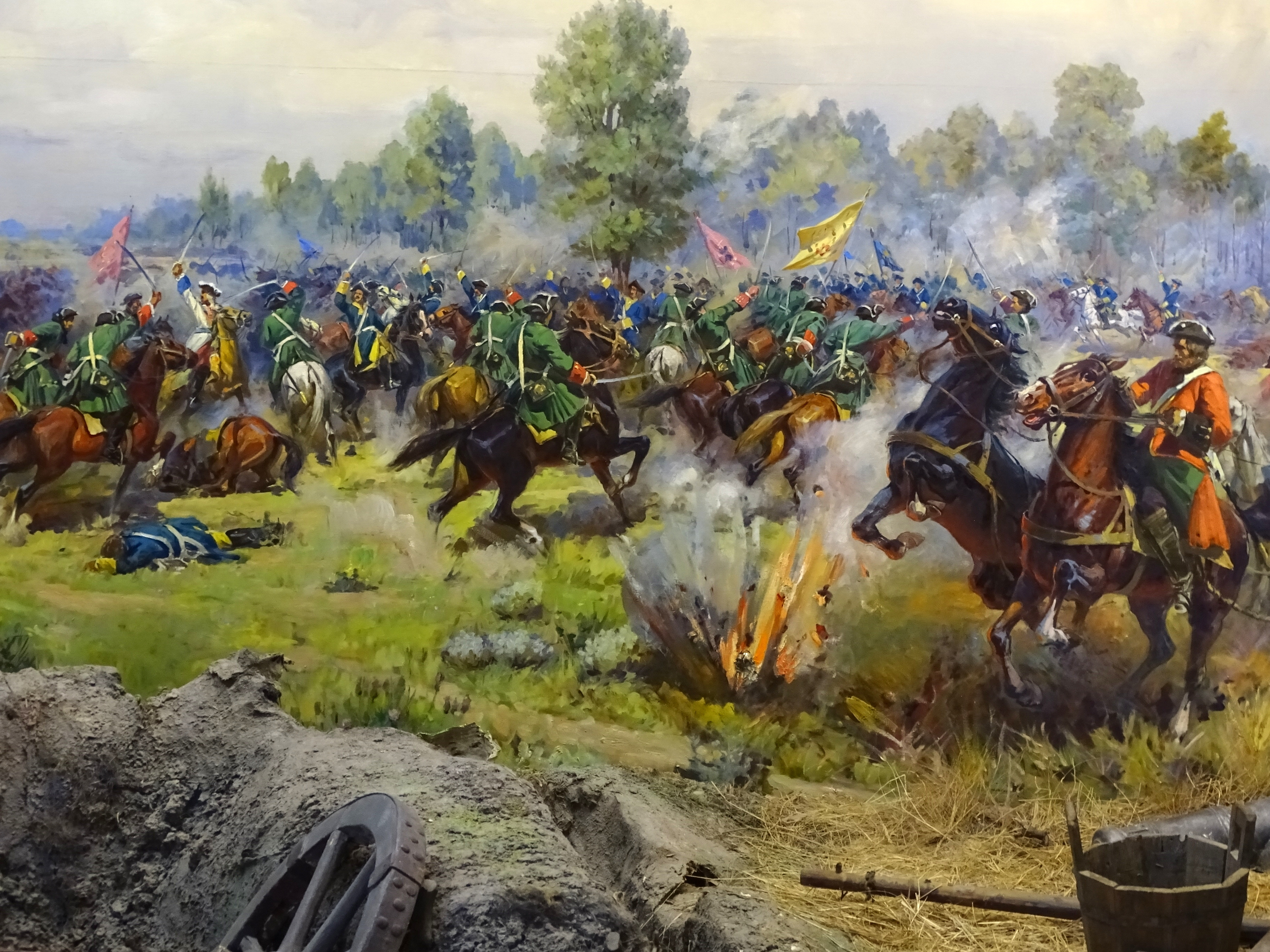
Полтавська битва (1709). Видно «зелено-червоних» росіян та «синьо-жовтих» шведів
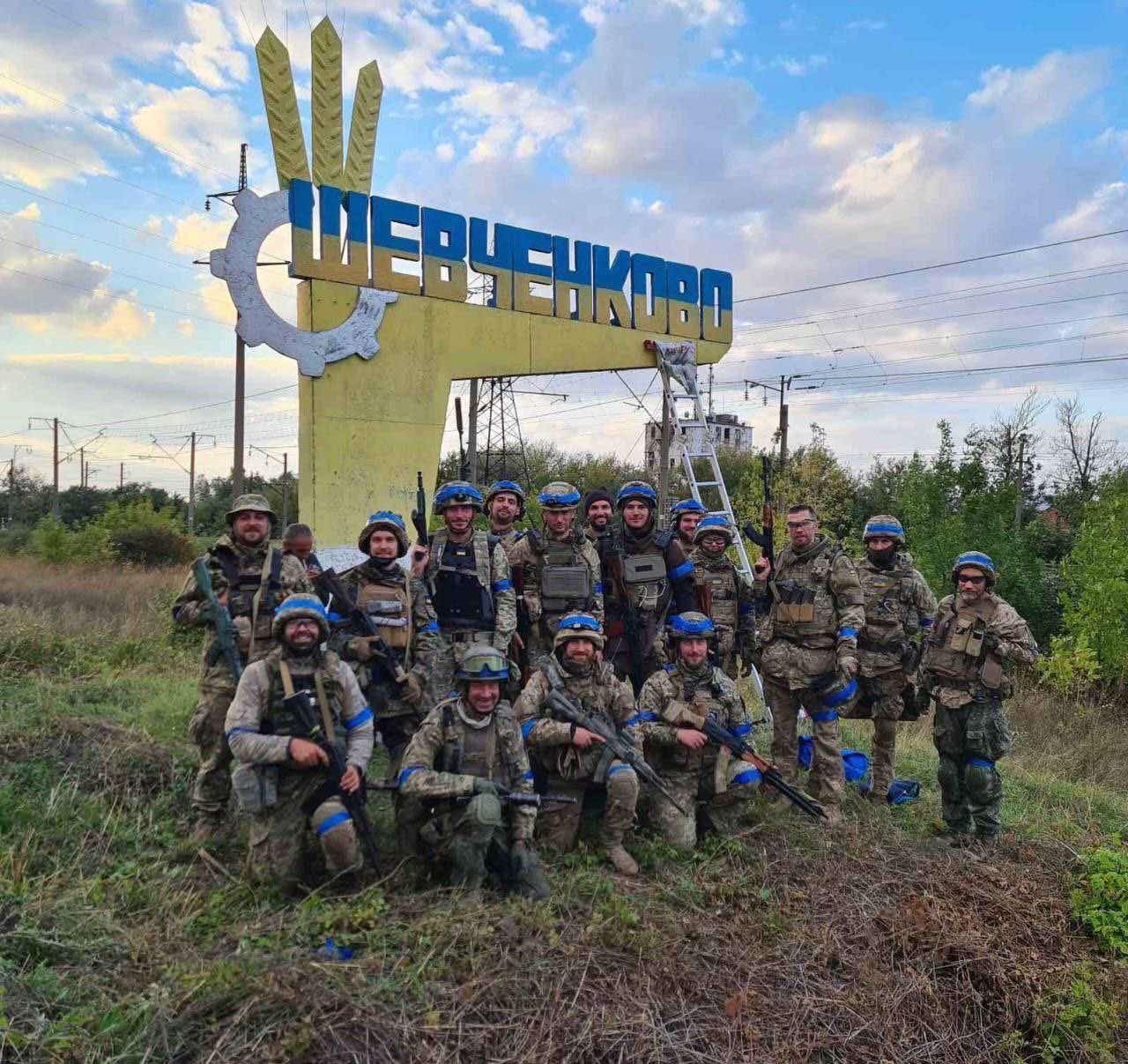
Бійці ТрО ЗСУ з синім скотчем у 2022 році

Для розрізнення військової техніки наносяться тактичні маркування. Це можуть бути різні геометричні фігури, літери, кольори, прапори, національні символи (як ронделі), камуфляж абощо. Наприклад, під час Берлінської операції в 1945 році РСЧА використовувала широкі горизонтальні смуги білого кольору на баштах танків. Літаки Союзників, що брали участь у висадці в Нормандії, мали характерні «смуги вторгнення», які використовувались і після Другої світової. Під час російсько-української війни з 2014 Сили оборони України використовували вертикальні/поздовжні білі смуги на наземній техніці та дві білі смуги на хвостових балках гелікоптерів, а під час повномасштабного вторгнення набули значної відомості російські літери Z, O, V та українські «хрести контрнаступу», які вийшли за суто практичну роль та стали ідеологічними символами. 

Ще раніше почали використовувати ідентифікаційні колірні схеми на кораблях. Наприклад, відомо про те, що британський флотоводець Гораціо Нельсон використовував на своїх кораблях смуги жовтого та чорного кольорів, відомі як «шашки Нельсона». Пізніше, після численних перемог адмірала, такі практики поширились на інші країни, як США. 

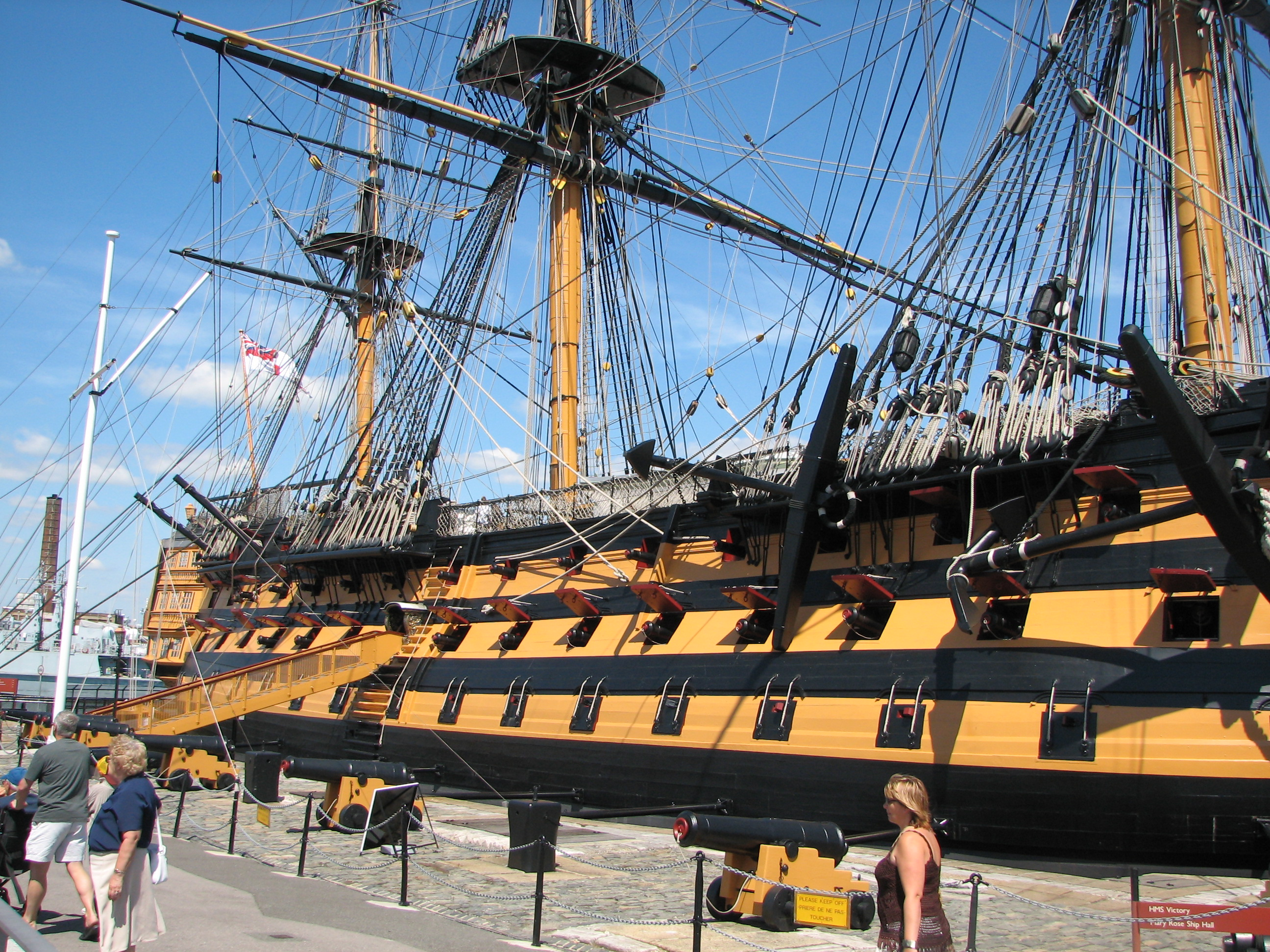
«Шашки Нельсона»[en] на HMS Victory (1765)
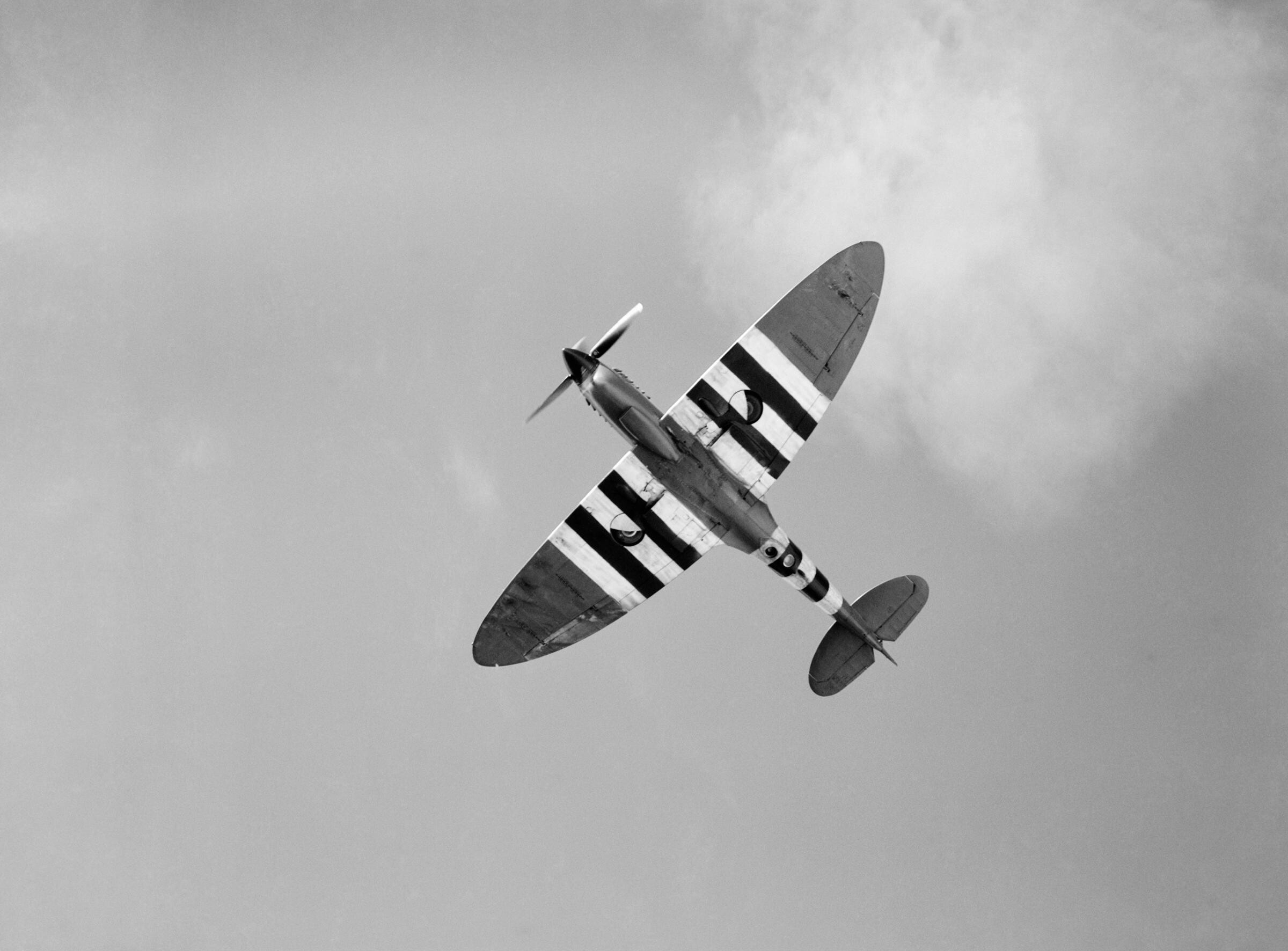
Смуги вторгнення на Spitfire PR Mk XI
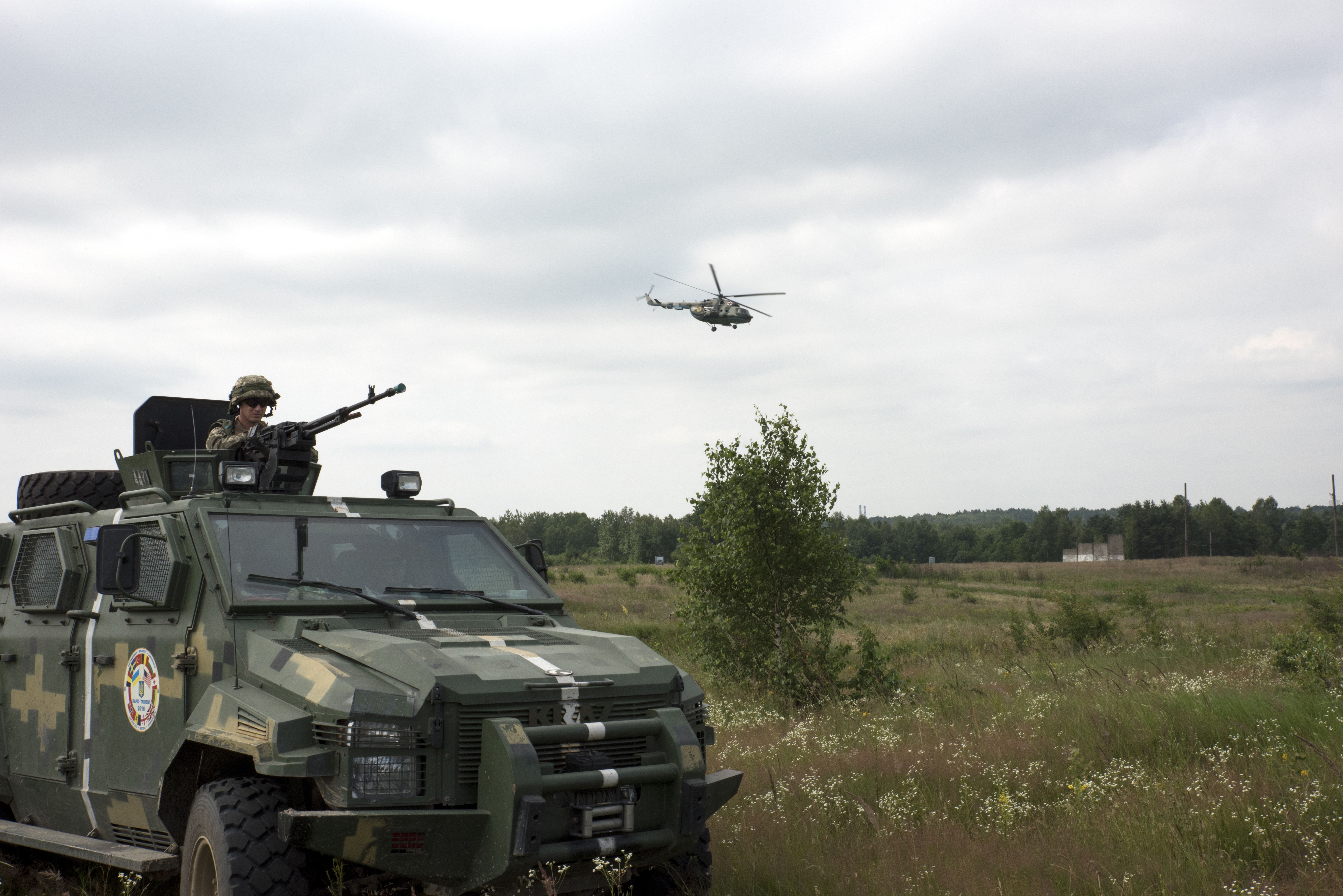
Білі смуги на українських KrAZ Spartan та Мі-8

Міжнародне законодавство передбачає також використання захисних знаків, які позначають будівлі та транспорт, які заборонено атакувати. Наприклад, Червоний хрест  застосовується на медичних машинах, кораблях, будівлях абощо, що обслуговують поранених.

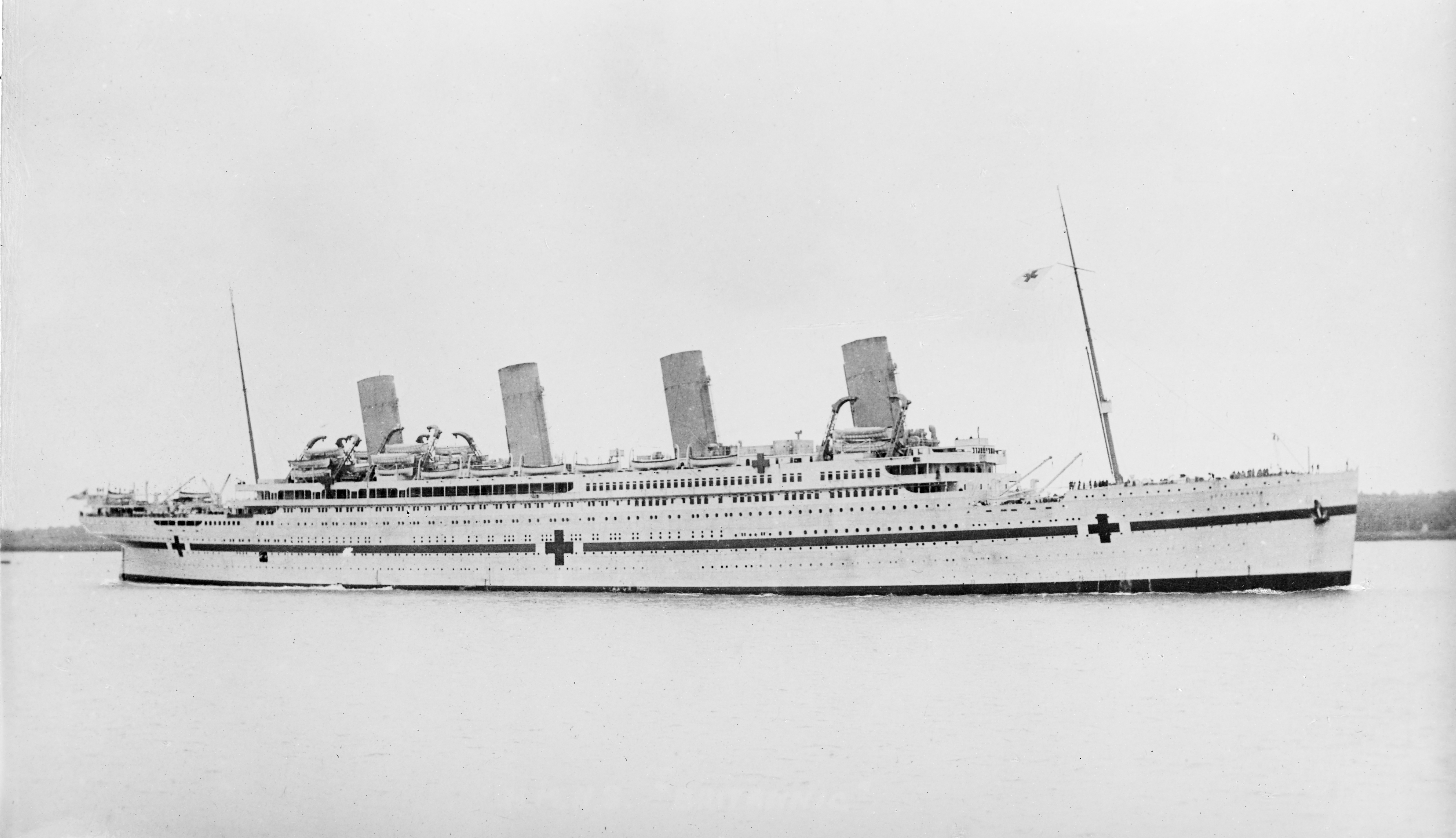
Шпитальне судно HMHS Britannic, 1915—1916 рік
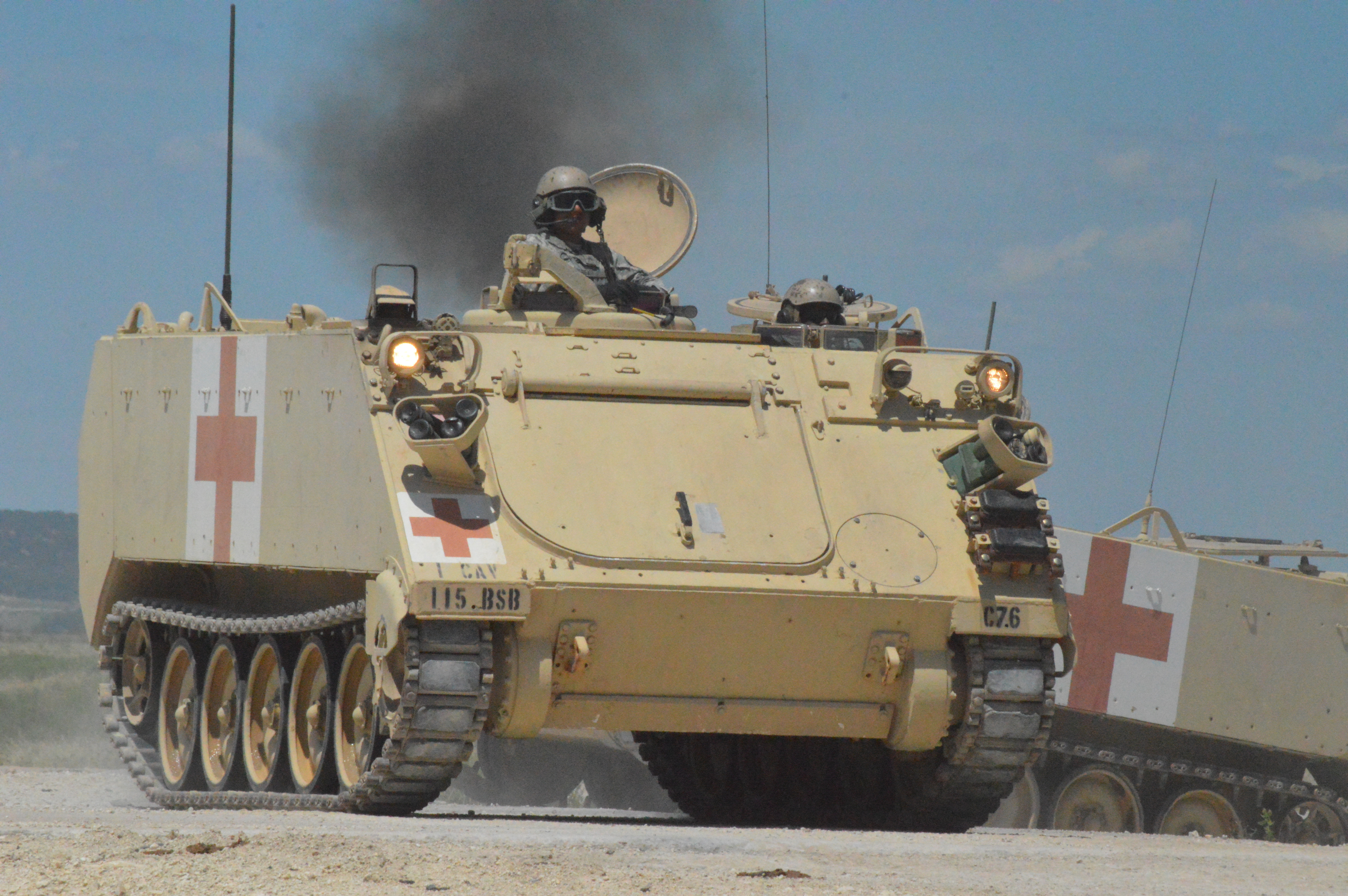
Броньована медична машина на базі M113, позначена червоними хрестами

### Інфрачервоний діапазон

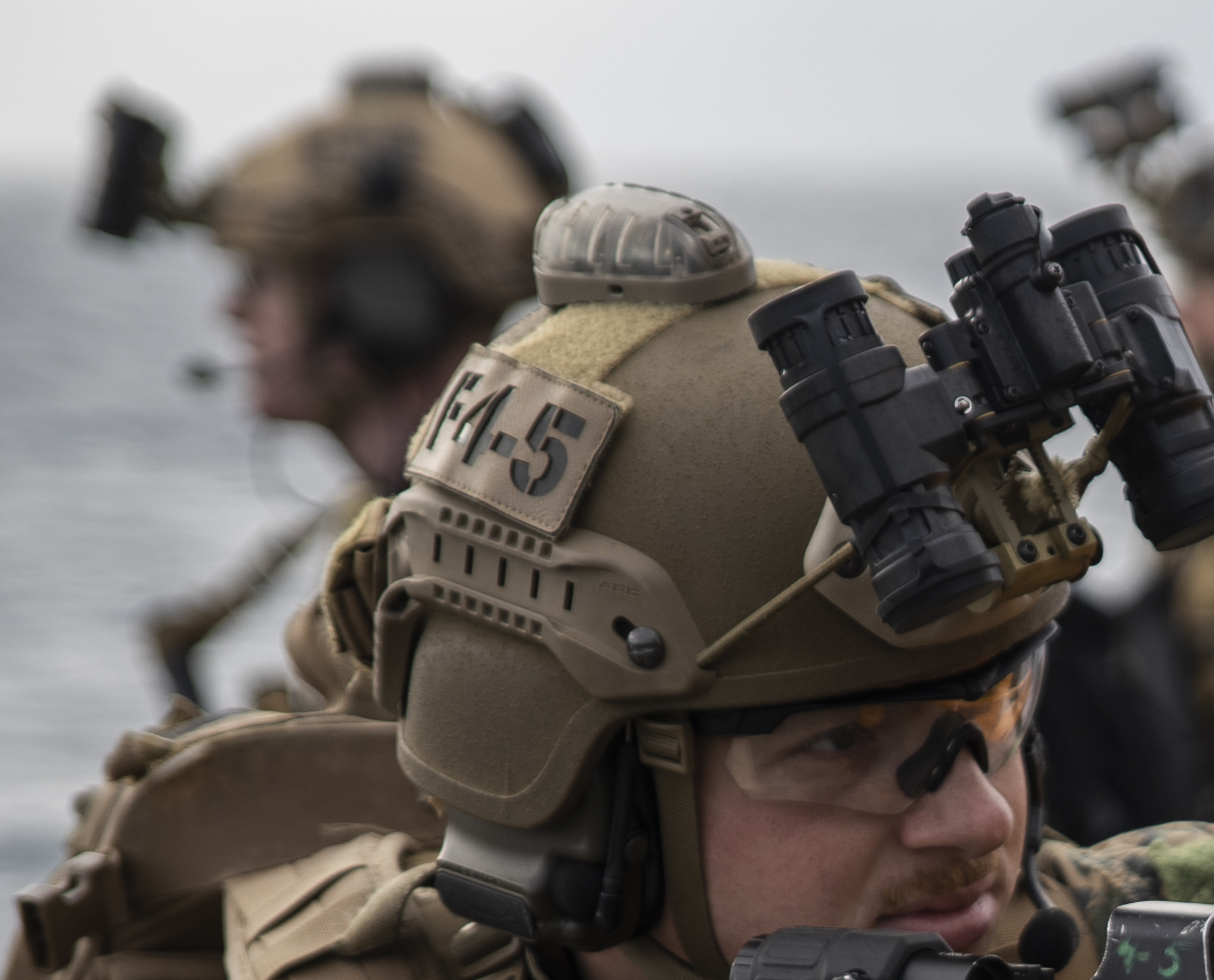
Інфрачервоний маячок на шоломі американського морського піхотинця

Для розпізнавання союзних сил в інфрачервоному діапазоні використовують різноманітні пасивні засоби (які нічого не випромінюють), що змінюють теплову сигнатуру. Наприклад, це можуть бути бойові ідентифікаційні панелі та інші матеріали що мінімально випромінюють в ІЧ-діапазоні, і тим самим відрізняються від загальної текстури. Використовують фарби, клейкі стрічки, нашивки тощо, які можуть бути більш яскравими (матеріал добре відбиває ІЧ) або менш яскравими (матеріал добре поглинає ІЧ) в ІЧ-діапазоні, ніж сам об'єкт спостереження.
Також застосовуються активні засоби, які самі є джерелами ІЧ-випромінення, як теплові розпізнавальні маяки та хімічне світло. Ці пристрої випускають спалахи або промені інфрачервоного світла, тож союзні війська не атакують марковані ними об'єкти. Втім, активні пристрої мають застосовуватись із особливою обережністю — вони можуть демаскувати союзні сили, якщо супротивник оснащений тепловізорами, а отже, може так само бачити світло від цих пристроїв.

### Радіодіапазон
Радіодіапазон може давати переваги у можливості ідентифікувати об'єкти на великих відстанях та/або поза прямою видимістю.
Наприклад, можуть застосовуватись радіочастотні ідентифікатори, радіолокаційні маяки, системи «свій — чужий» та інші радіолокаційні системи, як BTID.

### Запит — відповідь
Різноманітні визначені заздалегідь процедури поведінки типу «запит — відповідь» можуть також бути використані для ідентифікації. Вони мають різноманітні форми, починаючи від усних паролів і закінчуючи ручними й автоматичними лазерними та радіолокаційними системами, що надсилають відповідні «запити».
Одним зі способів ідентифікувати ворога (диверсанта, шпигуна) є використання паролів. Передбачається, що певне кодове слово або вираз відомі дружнім силам, але невідомі ворожим. Подібним до паролів є використання шиболетів.
Також союзні сили можуть показувати свою присутність сигнальними вогнищами, димовими шашками (зокрема, умовленого кольору), сигнальними ракетами тощо.

### Інші заходи
Одним із важливих напрямків у принципах і технологіях бойової ідентифікації є знання про розміщення союзних сил. Це може стосуватись рівня підготовки особового складу, вміння застосовувати наявні засоби для бойової ідентифікації та спеціальних технологій, що спрямовані на підвищення ситуаційної обізнаності в бойових частинах. Наприклад, відстежування союзних сил за GPS на інтерактивних екранах всередині техніки може давати якнайточнішу картину взаємного розташування.

## Проблеми

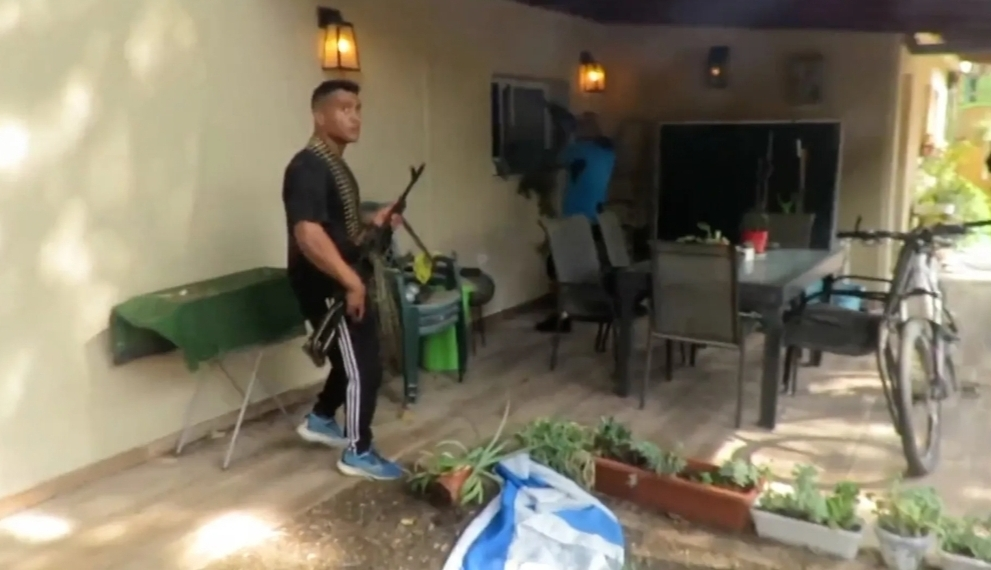
Боєць ХАМАСа в цивільному одязі

Ідентифікація може ставати предметом військових хитрощів, зловживань, віроломства та навіть воєнних злочинів. До таких можуть належати перевдягання в форму супротивника, нанесення його тактичних позначок для хибної ідентифікації тощо. Типовим прикладом злочину може бути операція під фальшивим прапором за допомогою маскування під супротивника.
Міжнародне гуманітарне право передбачає, що комбатанти мають максимально відокремлювати себе від цивільного населення. Хоча немає формального означення межі між військовою формою та цивільним одягом, навмисне маскування під цивільних з метою унеможливити розрізнення та отримати перевагу в бою (це називають «живим щитом»), є воєнним злочином. Наприклад, терористи ХАМАСа активно залучають цивільне населення для бойових задач і маскуються під нього. Це перешкоджає Армії оборони Ізраїлю розрізнювати терористів та цивільних палестинців, що призводить до значних супутніх втрат та використовується як пропаганда проти Ізраїлю: мертві тіла в цивільному одязі (які належать як бойовикам, так і мирним палестинцям) спотворюють справжню картину бойових дій у секторі Гази.
Аналогічно, віроломством і воєнним злочином є використання захисних знаків (як от символ червоного хреста) для перевезення військових вантажів або комбатантів, з розрахунку на те що ворог не атакуватиме медичний транспорт.